# 魯薩科韋
48°15′37″N 36°22′53″E / 48.26028°N 36.38139°E
魯薩科韋（烏克蘭語：Русакове），是烏克蘭的村落，位於該國中部第聶伯羅彼得羅夫斯克州，由佩特羅拉夫利夫卡區負責管轄，分別距離庫尼諾瓦1.5公里和米科拉伊夫卡2.5公里，海拔高度129米，2001年人口292。